# Algemene Vereniging Radio Omroep
L'Algemene Vereniging Radio Omroep (in nederlandese: Associazione generale di radiodiffusione; AVRO) è stata un'azienda radiotelevisiva pubblica dei Paesi Bassi, membro della Nederlandse Publieke Omroep (NPO).
Nel 2014 si è unita all'emittente TROS formando così AVROTROS.

## Storia
L'Hilversumsche Draadlooze Omroep iniziò le trasmissioni l'8 luglio 1923 sotto la supervisione della Nederlandsche Seintoestellen Fabriek (NSF). Il servizio regolare ebbe inizio il 21 luglio dello stesso anno, diventando la prima emittente radiofonica stabile nei Paesi Bassi.
Nel 1927 la NSF cambiò nome in Algemeene Nederlandsche Radio Omroep (ANRO) e il 28 dicembre si fuse con la Nederlandsche Omroep Vereeniging (NOV), dando vita alla Algemene Vereniging Radio Omroep (AVRO).
Nel 1938 ha organizzato il torneo internazionale di scacchi AVRO, a cui parteciparono diversi ex campioni mondiali a cui si aggiunse il campione in carica, Aleksandr Alechin.
Gli studi AVRO di Hilversum (conosciuta come la capitale dei media) hanno ospitato la terza edizione dell'Eurovision Song Contest nel 1958, organizzata dalla Nederlandse Televisie Stichting.
L'AVRO è stata normalmente associata alla liberalità nella pillarizzazione olandese.
Il 7 settembre 2014 l'AVRO è stata unita alla più libera TROS per volere del governo olandese, che aveva imposto importanti tagli ai fondi della Nederlandse Publieke Omroep, formando così AVROTROS.